# Stipblaaskaakje
Het stipblaaskaakje (Myopa testacea) is een vliegensoort uit de familie van de blaaskopvliegen (Conopidae). De wetenschappelijke naam van de soort is gepubliceerd in 1767 door Linnaeus.